# 莉碧嘉·哈蒂
麗貝嘉·哈蒂（Rebecca Hardy；1985年—），加拿大模特兒，來自加拿大的溫哥華。她是《加拿大超級名模生死鬥》第二季的勝出者。

## 早年生活
麗貝嘉在加拿大的溫哥華出生，並在安大略省的曼海姆長大。在參與《加拿大超級名模生死鬥》之前，她是肉類工廠女工。

## 《加拿大超級名模生死鬥》
在比賽期間，她拍下一張又一張的佳作，評判稱她的照片很有高級時尚。她在拍攝《封面女郎》時，露出了燦爛的笑容，展示了她平易近人和商業化的一面。最後麗貝嘉和辛妮·白蘭迪進入了決賽，麗貝嘉最後擊敗了辛妮，成為了第二位《加拿大超級名模生死鬥》的冠軍。
在她勝出了比賽後，她得到了Sutherland模特兒公司的合約、價值十萬加幣的寶潔公司合約及《FASHION》雜誌內頁。

## 形象
在大改造時，她的髮型由原本的棕色長髮變為紅色的短髮。這個特別的髮型成為了她的標記。

## 外部連結
- 麗貝嘉·哈蒂在CNTM的相片集
- 麗貝嘉·哈蒂在模特兒公司Sutherland Models的相片集
- 麗貝嘉·哈蒂在modelresource.ca （页面存档备份，存于）